# Baldachýn

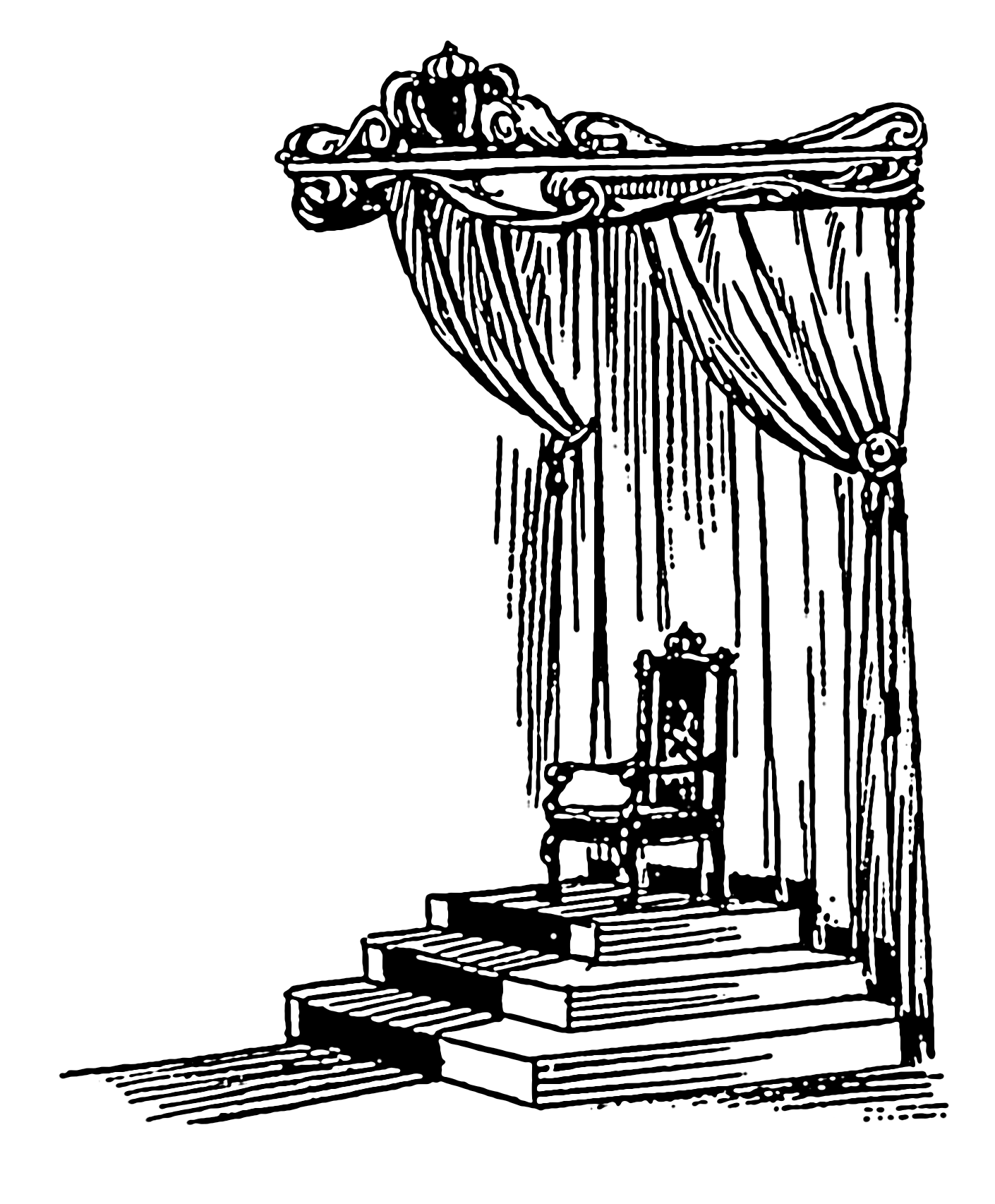
Trůn s baldachýnem

Baldachýn (z ital. baldacchino, brokát) nebo také nebesa je původně pevný látkový závěs, později dřevěná nebo kamenná stříška nad trůnem, oltářem, lůžkem a podobně. Účel má převážně symbolický (ceremoniální), někdy též praktický (ochranný).
Baldachýn je také název pro přírodní střechu tvořenou korunami stromů, zejména v deštných pralesích.
Rovněž se tento název používal v letectví pro konstrukci mezi trupem hornoplošníku a horním křídlem, tzv. pylon nebo parasol, což byla zvláštní vzpěrová konstrukce, která „podepírala“ křídlo.

## Historie

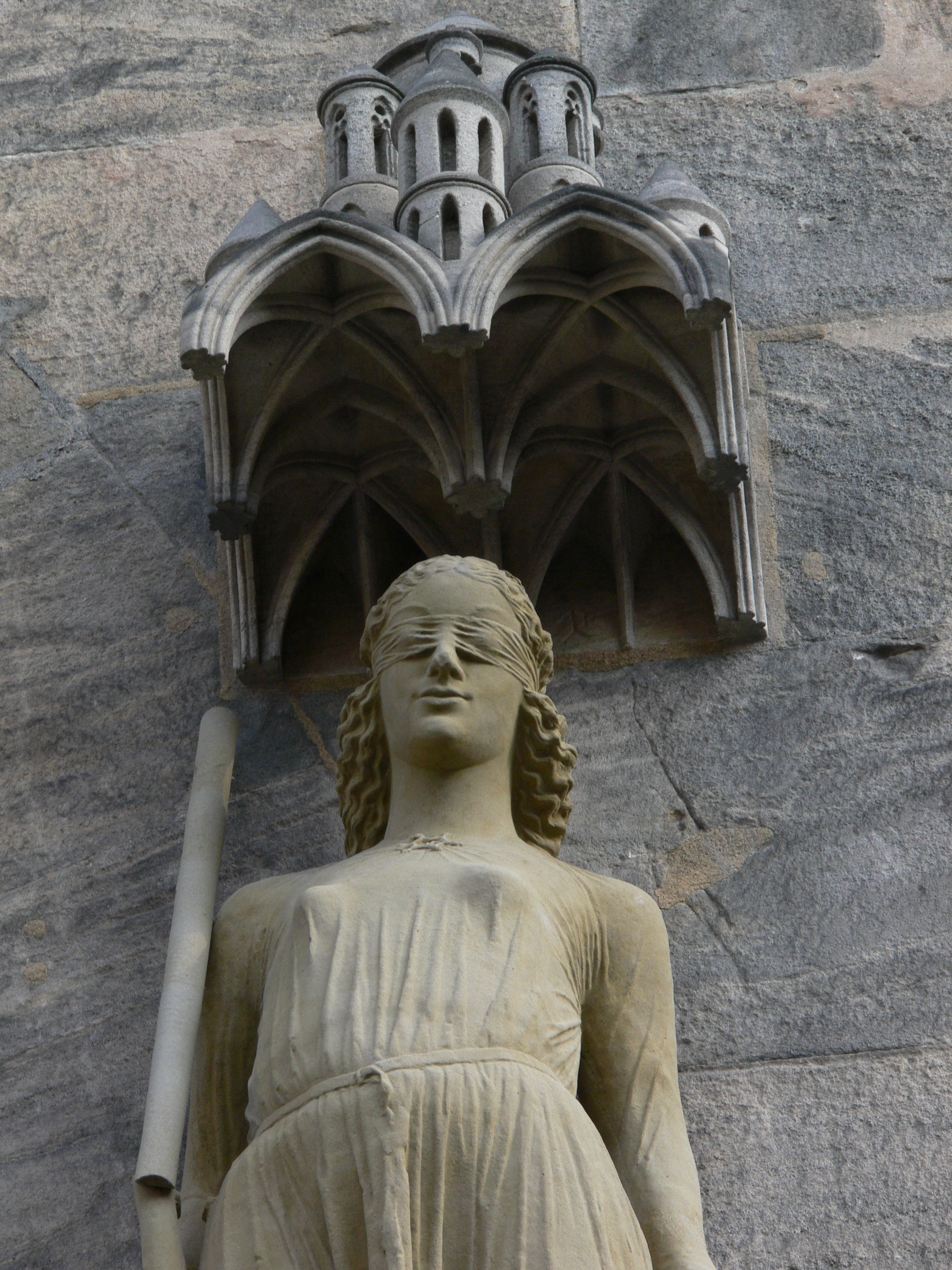
Kamenný baldachýn nad sochou (Bamberk)

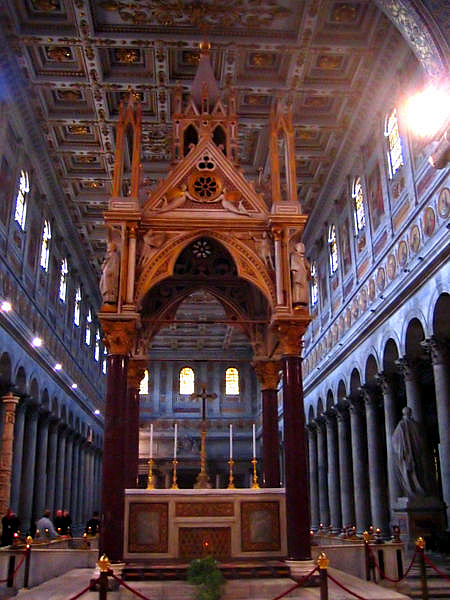
Baldachýn nad oltářem (Basilika sv. Pavla v Římě)

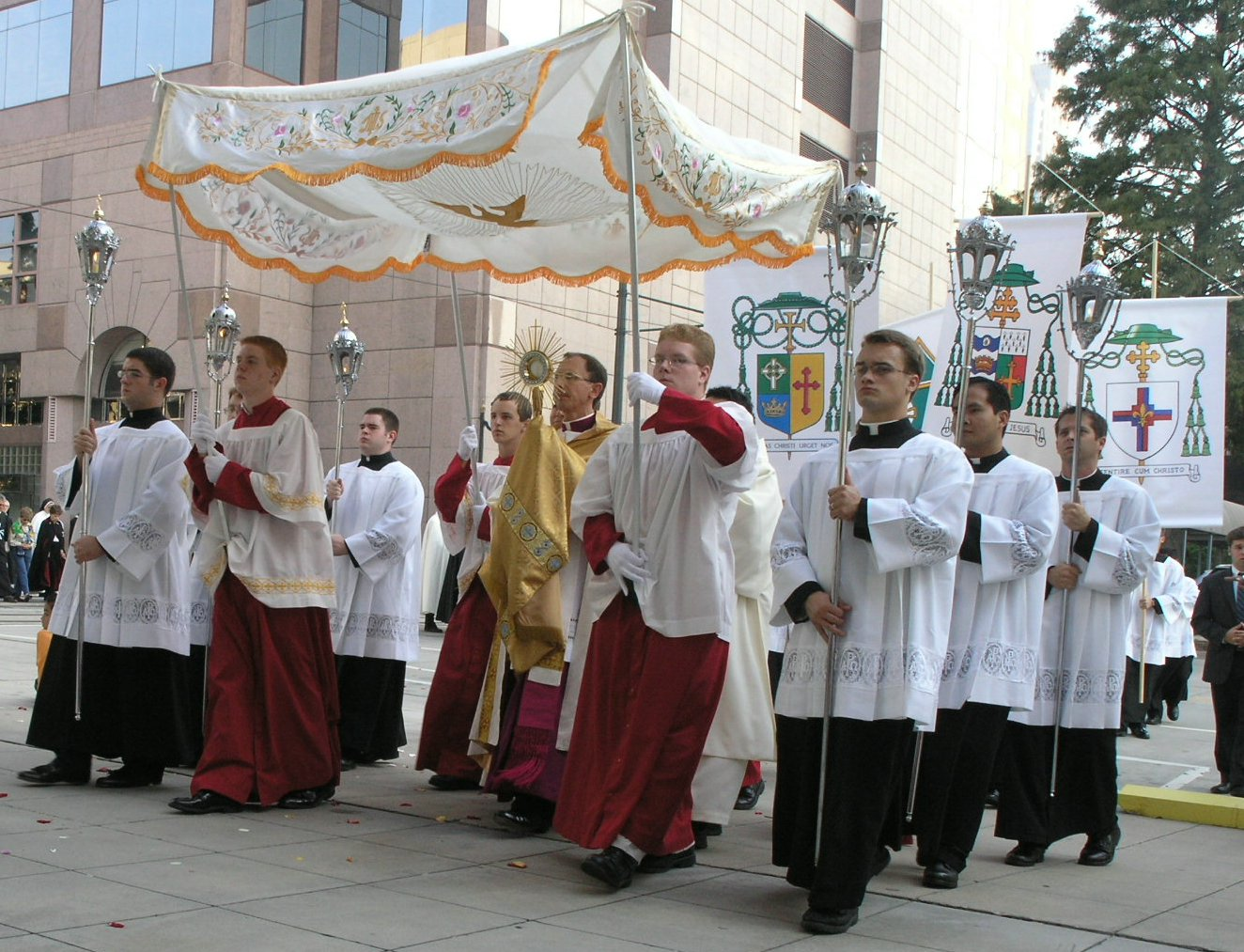
Přenosný baldachýn („nebesa“)

Brokátový baldachýn byl nezbytným doplňkem trůnu a často i zámeckých postelí. V gotické architektuře se užíval kamenný baldachýn nad sochou, v renesanci a v baroku byl dřevěný baldachýn častým doplňkem kazatelny nebo oltáře. Přenosný látkový baldachýn na čtyřech tyčích („nebesa“) se nosil a někde dosud nosí v průvodu o slavnosti Těla a Krve Páně a při jiných příležitostech.